# Helianthus deserticola
Helianthus deserticola — вид квіткових рослин з родини айстрових (Asteraceae).

## Біоморфологічна характеристика
Це однорічник 10–40 см. Стебла (зелені чи червоні) прямовисні, густо запушені та всіяні залозами. Листки переважно стеблові; переважно чергуються; листкові ніжки 1–6 см; листкові пластинки від ланцетних до ланцетно-яйцюватих, 2.5–5 × 1–2 см, абаксіально (низ) щетинисті й густо всіяні залозами, краї цілі. Квіткових голів 1–5. Променеві квітки 7–13; пластинки 10–30 мм (абаксіально залозисто-крапчасті). Дискові квітки 25+; віночки 5.5–6 мм, частки червонуваті; пиляки темні. Ципсели 4–5 мм. 2n = 34. Цвітіння: весна — осінь.

## Умови зростання
Південний схід США (Аризона, Невада, Юта). Населяє сухі відкриті місця; 400–1500 метрів.

## Значущість
Цей вид є вторинним генетичним родичем культивованого соняшнику H. annuus і родичем четвертої групи таксонів топінамбура H. tuberosus. Рід Helianthus приваблює велику кількість місцевих бджіл.